# Craig Muller
Craig John Muller (* 7. Juni 1961) ist ein ehemaliger australischer Ruderer, der 1984 eine olympische Bronzemedaille gewann. 

## Karriere
Bei den Olympischen Spielen 1984 in Los Angeles ruderte Muller im australischen Achter. Von sieben angetretenen Achtern sollten sechs das Finale erreichen, die Australier siegten im Hoffnungslauf vor den Kanadiern. Im Finale starteten dann alle sieben Boote, nachdem das französische Boot trotz Ausscheidens im Hoffnungslauf für das Finale zugelassen wurde. Im Finale siegten die Kanadier vor den Gastgebern, dahinter ruderten die Australier auf den dritten Platz.
Bei den Commonwealth Games 1986 in Edinburgh startete Muller im Vierer ohne Steuermann und erreichte den vierten Platz.